# ژارکو لوچیچ
ژارکو لوچیچ (انگلیسی: Žarko Lučić؛ زادهٔ ۱۴ دسامبر ۱۹۶۸) بازیکن سابق و مربی فوتبال اهل مونته‌نگرو است.
وی همچنین در تیم ملی فوتبال صربستان و مونته‌نگرو بازی کرده‌است.